# Фатович, Лорен
Лорен Фатович (хорв. Loren Fatović; род. 16 ноября 1996, Дубровник) — хорватский ватерполист, игрок клуба «Ядран Сплит» сборной Хорватии. Серебряный призёр летних Олимпийских игр 2024 года, двукратный чемпион мира 2017 и 2024 годов и чемпион Европы 2022 года.

## Карьера
Лорен Фатович — сын двукратного олимпийца Элвиса Фатовича. Играл за чемпиона хорватской серии ВК Кувшин Дубровник до 2023 года. В 2023 году перешёл в ВК «Ядран Сплит».
С 2016 года Лорен играет в национальной сборной Хорватии. В 2017 году на чемпионате мира в Венгрии в составе сборной стал чемпионом мира. В 2019 году на чемпионате мира в Кванджу в составе Хорватии завоевал бронзовую медаль.
В 2021 году принимал участие в летних Олимпийских играх в Токио, где хорваты заняли итоговое пятое место.
В 2022 году хорваты на чемпионате Европы в Сплите выиграли у Италии 11-10 в полуфинале и обыграли Венгрию 10-9 в финале, став чемпионами Европы, в составе сборной играл Фатович.
В январе 2024 года на чемпионате Европы, уступив испанцам со счетом 10:11 в финале, Лорен и хорватская сборная завоевали серебряные медали. Месяц спустя на чемпионате мира в Дохе Фатович в составе сборной стал чемпионом мира, во второй раз в карьере.
На Олимпийских играх 2024 года в Париже хорваты заняли четвертое место в предварительном раунде. В четвертьфинале обыграли испанцев, а в полуфинале — венгров. В финале встретились с Сербией и уступили 11-13. Лорен стал серебряным призёром Олимпийских игр.